# Morehshin Allahyari

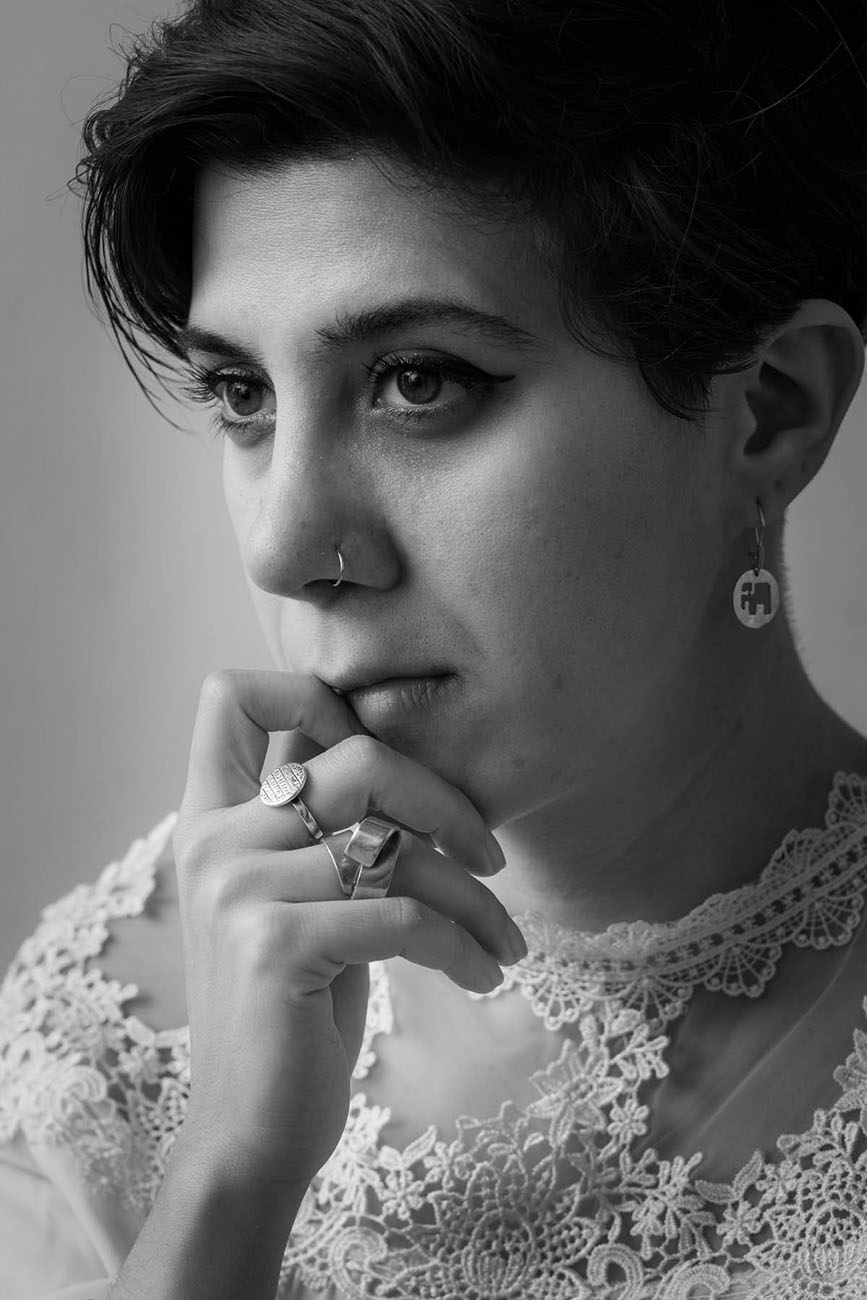
Morehshin Allahyari, 2018

Morehshin Allahyari (Persisch: موره شین اللهیاری; geboren 1985) ist eine iranische Medienkünstlerin und Aktivistin mit Sitz in Brooklyn, New York.
Ihre Arbeit hinterfragt aktuelle politische, soziokulturelle und geschlechtsspezifische Normen, wobei sie sich besonders mit dem Verhältnis von Technologie und künstlerischem Aktivismus beschäftigt.

## Leben
Allahyari wurde während des Ersten Golfkrieges in Teheran, Iran, geboren. Schon im Kindesalter interessierte sie sich für die Kunst. Im Alter von 12 bis 18 Jahren nahm sie wöchentlich an einem Kurs für Kreatives Schreiben teil und entdeckte dabei die Bedeutung des Erzählens persönlicher Geschichten für sich. Dies wurde zum Ausgangspunkt ihrer künstlerischen Arbeit. Allahyari studierte von 2003 bis 2007 an der Universität Teheran und erhielt dort ihren Bachelor of Arts in Sozialwissenschaften und Medienwissenschaft. Von 2007 bis 2009 studierte sie an der University of Denver und erwarb einen Master of Arts in Digital Media Studies. Dort forschte sie gemeinsam mit Lynn Schofield Clark am Estlow International Center for Journalism and New Media. Von 2010 bis 2012 besuchte Allahyari die University of North Texas, wo sie mit David Stout das Forschungscluster Initiative for Advanced Research in Technology and the Arts (iARTA) initiierte und den Master of Fine Arts in New Media Art erhielt.

## Werke
Allahyaris Arbeit umfasst 3D-Druckobjekte, Videos, experimentelle Animation, Webkunst und Publikationen. Sie ist besonders für ihre Projekte Material Speculation: ISIS (2016), eine Serie von 3D-gedruckten skulpturalen Rekonstruktionen alter Artefakte, die vom IS zerstört wurden (2015–2016), und The 3D Additivist Manifesto and Cookbook (2015–2016) bekannt. Als Research Resident bei Eyebeam arbeitete Allahyari 2017 auch an einem Projekt über Digitalen Kolonialismus – ein Begriff, den sie seit 2015 prägt.

## Ausstellungen
- Technoschamanismus, Hartware Medienkunstverein, Dortmund, Oktober 2021–März 2022.[9]
- Refiguring the Future, 205 Hudson Gallery (Hunter College Galleries), New York, New York, Februar–März 2019.[10]
- She Who Sees the Unknown, Futurisms, Kampnagel, Hamburg, 2018.[11]
- Suspended Territories: Artists from Middle East and North Africa, MARTa Herford Museum, Herford, Mai–September 2017.[12]
- She Who Sees The Unknown: Ya’jooj and Ma’jooj, Solo Exhibition, Photographer’s Gallery, Media Wall, London, UK, Mai 2017.[13]
- Mutations-Créations: Imprimer le monde, Centre Pompidou, Paris, Frankreich, März–Juni 2017.[14]
- She Who Sees The Unknown, Solo Exhibition, Transfer Gallery, NY, 2016–2017.[15]
- Factory of the Sun & Missed Connections, Julia Stoscheck Collection, Düsseldorf, 2016.[16]
- ‘A World of Fragile Parts’, V&A, Venice Biennale, 15th Internationale Architektur Ausstellung 2016.[17]
- Solo exhibition at Verge Center for the Arts in Sacramento: "Everything in Between" 2016.[18]

## Auszeichnungen
2015 erhielt Allahyari den Special Award: Guest of Honor bei der 10. Biennale Internazionale Dell’Arte Contemporanea.